# Masina
De gemeente Masina is een gemeente in het district Tshangu in de stadsprovincie Kinshasa, hoofdstad van de Democratische Republiek Congo.
Masina ligt ten oosten van het stadscentrum van Kinshasa aan de zuidelijke oever van de Pool Malebo en ten noorden van de gemeentes Ndjili en Kimbanseke, met de Boulevard Lumumba (N1) als gemeentegrens tussen deze.
Het is de thuisbasis van de Marché de la Liberté "M'Zee Laurent Désiré Kabila", een van de grootste markten in Kinshasa, die werd gebouwd onder het presidentschap van Laurent-Désiré Kabila om de inwoners van het district Tshangu te belonen voor hun verzet tegen de agressie in augustus 1998.
| \| De 4 districten en 24 gemeentes van Kinshasa \| |                   |  |
| District Lukunga District Funa District Mont-Amba District Tshangu Brazzaville Kongo Pool Malebo M'Bamou Baai van Ngaliema Gombe Barumbu Kin. Ling. K.-V. Ng.-Ng. Kal. Banda- lungwa Kintambo Ngaliema Selembao Bumbu Makala Ngaba Lemba Limete Matete Kisenso Masina Ndjili Kimbanseke Nsele Mont-Ngafula N. M.-N. Ns. Kim. Maluku |                   |  |
| afkortingen: stadscentrum: Kinshasa (Kin.), Kasa-Vubu (K.-V.), Lingwala (Ling.), Ngiri-Ngiri (Ng.-Ng.) provinciekaart: Ngaliema (N.), Mont-Ngafula (M.-N.), Kimbanseke (Kim.), Nsele (Ns.) |                   |  |
| De 4 districten en 24 gemeentes van Kinshasa | Vlag van Kinshasa |  |